# Thanasīs Skourtopoulos
Athanasios Skourtopoulos, detto Thanasīs (in greco Αθανασιος "Θανασης" Σκουρτοπουλος?; Atene, 23 maggio 1965), è un allenatore di pallacanestro ed ex cestista greco.

## Carriera
Ha guidato la Grecia ai Campionati mondiali del 2019.